# Matteo Dams
Matteo Dams, né le 9 mars 2004 à Brasschaat en Belgique, est un footballeur belge qui joue au poste de défenseur à l'Al-Ahli FC.

## Biographie

### En club
Né à Brasschaat en Belgique, Matteo Dams est formé par le PSV Eindhoven, qu'il rejoint dès 2012,, et où il commence sa carrière professionnelle en championnat des Pays-Bas avec son équipe réserve,.
Il joue son premier match avec l'équipe première du club le 4 août 2024, lors du match de Johan Cruijff Schaal contre le Feyenoord, au coté notamment de son compatriote Johan Bakayoko,,.
S'étant imposé comme titulaire avec le club d'Eindhoven en début de saison, il joue son premier match de Ligue des champions le 17 septembre 2024 contre la Juventus de Thiago Motta.
Toujours sans contrat officiel au PSV, Dams signe lors du mercato hivernal 2024-2025 en Arabie saoudite, à l'Al-Ahli FC.

### En sélections nationales
En novembre 2019, Matteo Dams devient international avec l'équipe de Belgique des moins de 16 ans.
Alors qu'il vient de s'imposer au PSV à l'automne 2024, Matteo Dams est annoncé comme présélectionné par Domenico Tedesco pour l'équipe de Belgique,. Il est finalement laissé à disposition des espoirs et joue sa première rencontre avec ceux-ci en tant que titulaire face à la Tchéquie, le 15 novembre 2024, dans le cadre des barrages des éliminatoires du Championnat d'Europe espoirs 2025 (défaite, 0-2),.

## Statistiques

### En club
| Saison                | Club                  | Championnat           | Championnat | Championnat | Championnat | Coupe(s) nationale(s) | Coupe(s) nationale(s) | Coupe(s) nationale(s) | Supercoupe | Supercoupe | Supercoupe | Compétition(s) continentale(s) | Compétition(s) continentale(s) | Compétition(s) continentale(s) | Compétition(s) continentale(s) | Total | Total | Total |
| Saison                | Club                  | Division              | M.          | B.          | P.d.        | M.                    | B.                    | P.d.                  | M.         | B.         | P.d.       | Comp.                          | M.                             | B.                             | P.d.                           | M.    | B.    | P.d.  |
| 2021-2022             | Jong PSV              | Eerste Divisie        | 1           | 0           | 0           | -                     | -                     | -                     | -          | -          | -          | -                              | -                              | -                              | -                              | 1     | 0     | 0     |
| 2022-2023             | Jong PSV              | Eerste Divisie        | 12          | 0           | 0           | -                     | -                     | -                     | -          | -          | -          | -                              | -                              | -                              | -                              | 12    | 0     | 0     |
| 2023-2024             | Jong PSV              | Eerste Divisie        | 32          | 1           | 0           | -                     | -                     | -                     | -          | -          | -          | -                              | -                              | -                              | -                              | 32    | 1     | 0     |
| 2024-2025             | Jong PSV              | Eerste Divisie        | 3           | 0           | 0           | -                     | -                     | -                     | -          | -          | -          | -                              | -                              | -                              | -                              | 3     | 0     | 0     |
| Sous-total            | Sous-total            | Sous-total            | 48          | 1           | 0           | -                     | -                     | -                     | -          | -          | -          | -                              | -                              | -                              | -                              | 48    | 1     | 0     |
| 2024-2025             | PSV Eindhoven         | Eredivisie            | 15          | 0           | 0           | 2                     | 0                     | 0                     | 1          | 0          | 0          | C1                             | 6                              | 0                              | 0                              | 24    | 0     | 0     |
| 2024-2025             | Al-Ahli FC            | Saudi Pro League      | 10          | 0           | 0           | -                     | -                     | -                     | -          | -          | -          | ACL                            | 5                              | 0                              | 0                              | 15    | 0     | 0     |
| Total sur la carrière | Total sur la carrière | Total sur la carrière | 72          | 1           | 0           | 2                     | 0                     | 0                     | 1          | 0          | 0          | -                              | 11                             | 0                              | 0                              | 86    | 1     | 0     |

## Palmarès

### En club
|  |  | PSV Eindhoven - Supercoupe des Pays-Bas : - Finaliste : 2024 |  | Al-Ahli FC - Ligue des champions Élite (1) : - Vainqueur : 2025 |